# Sabiha Kasimati
Sabiha Kasimati (Edirne, 15 settembre 1912 – Tirana, 26 febbraio 1951) è stata una biologa albanese.
Prima donna albanese laureata, diede grandi contributi nello studio dei pesci d'acqua dolce.
Accusata di far parte di un gruppo di 22 intellettuali albanesi che avevano fatto scoppiare una bomba nell'ambasciata russa a Tirana, venne uccisa dal regime comunista. Nel 1991, insieme alle altre vittime, è stata riabilita dal nuovo governo ed insignita postumi della medaglia dell'Ordine dell'Onore dello Stato.

## Biografia

### Giovinezza e formazione
Secondogenita del medico Abdurrahman Kasimati (Libohovë, 1865-1943) e Zehra Mbreshtani, all'età di un anno si trasferì con la famiglia a Scutari, dove suo padre prestò servizio negli anni 1914-1915. Durante la prima guerra mondiale, la famiglia Kasimati si trasferì nelle loro proprietà a Verrias, in Tessaglia. Dopo gli scambi di popolazione tra la Grecia e la Turchia, la famiglia ritornò in Albania, rischiando la propria proprietà. Nel 1927 si stabilirono a Coriza, dove la famiglia visse a proprio agio e i bambini frequentarono la scuola: Sabiha fu la prima ragazza a frequentare il liceo francese, dove si diplomò nel 1931 con buoni risultati. Fra i suoi compagni di classe vi fu anche Enver Hoxha.
Dopo il diploma, grazie alla sua ottima conoscenza delle lingue straniere, lavorò come docente presso l'istituto femminile di Coriza, dove insegnò educazione morale e lingua francese. Il 3 ottobre 1933 Sabiha tornò ad insegnare al liceo, ma nelle sue classi inferiori; tuttavia, dopo due mesi, dovette dimettersi per motivi di salute. In seguito fu trasferita dal Ministero della pubblica istruzione presso l'Istituto femminile "Nana Mbretneshë", dove insegnò la lingua francese. Nel frattempo dal 1932 al 1933 studiò biologia presso la scuola americana di Kavajë.
Grazie agli eccellenti risultati, nell'estate del 1936 vinse una rarissima borsa di studio statale per studiare in Italia: si iscrisse così alla Facoltà di scienze biologiche dell'Università di Torino, dove si laureò nel 1940 con il massimo dei voti e la lode con una tesi di laurea con oggetto la "Fauna ittica di acqua dolce d'Albania". Nel 1941 conseguì anche il dottorato di ricerca. La dirigenza dell'Università le offrì allora una posizione di assistente della cattedra di ittiologia fluviale, ma lei non accettò la proposta e tornò in Albania.
Il 13 novembre 1940, Sabiha iniziò a lavorare presso l'Istituto pedagogico femminile "Donat Kastrioti", dove fu nominata assistente segretaria del gruppo A (grado XI) dello staff dell'amministrazione scolastica e il 24 luglio 1941 inizia a lavorare. Il 1º dicembre 1942, Sabiha divenne parte del corpo insegnante dell'Istituto "Nana Skanderbeg" come insegnante di scienze e chimica.

### Carriera scientifica
In questo periodo incontrò Ernest Koliqi, ministro dell'istruzione e presidente dell'Istituto reale di studi albanesi, a cui in seguito inviò una relazione per un progetto scientifico con diversi punti. Il rapporto di Sabiha Kasimati con le istituzioni scientifiche in Albania iniziò così nel gennaio del 1943, per creare una collezione zoologica ittica, un erbario dalla flora albanese (che suscitò l'interesse di importanti botanici europei, soprattutto tedeschi), stabilire una stretta collaborazione con il Dipartimento delle Miniere per realizzare una raccolta di minerali e fossili trovati negli strati del suolo in Albania. Per la realizzazione del progetto fu necessario creare una biblioteca speciale con opere scientifiche, la cui bibliografia era già stata preparata. Insieme alla biblioteca, Kasimati propose anche la creazione di un laboratorio di studio con il microscopio che consentisse una ricerca scientifica relativa.
All'incontro del 18 febbraio 1943, l'Istituto reale degli studi albanesi decise di creare un museo della scienza: Sabiha fu quindi assunta il 22 febbraio come specialista zoologa, specializzata in ittiologia, ricevendo anche un premio di 200 franchi. Iniziò a collaborare con Selahydin Toto con l'obiettivo di organizzare l'Istituto di scienze di Tirana.
Nel maggio del 1943 Sabiha lasciò la scuola per motivi di salute dopo aver sofferto di tubercolosi: venne curata nel sanatorio antitubercolare di Bolzano, da dove ritornò nel 1945.
Dopo la fine della seconda guerra mondiale, Kasimati perseguì la ricerca scientifica anche durante i primi anni del regime comunista. Il 13 aprile 1946 partecipò ad un incontro presso il laboratorio dell'Istituto di Studi, insieme ad altre importanti figure accademiche (Kostaq Cipo, Mark Ndoja, Selahydin Toto, Eqrem Çabej, Alex Buda, Gjergj Komnino, Gjergj Ashta, Jonus Tafilaj, Hasan Ceka e Nikola Lako), presieduto dal ministro della pubblica istruzione Sejfulla Malëshova. L'incontro mirava ad analizzare l'attività svolta nel 1945, presentando il nuovo piano di lavoro e presentando il nuovo gruppo che avrebbe guidato l'istituto. Secondo il resoconto dell'incontro, dal 1945 al 1946, Sabiha Kasimati aveva lavorato con Gjergj Komninon nel gruppo guidato da Eqrem Çabej per la preparazione di un glossario in lingua albanese per la terminologia delle scienze naturali. Il 28 gennaio 1947, il Consiglio dei ministri decise "la riorganizzazione dell'Istituto di studi albanese in un'entità autonoma direttamente collegata al Consiglio ministeriale", mentre l'istituto sarebbe stata stato dotato di un regolamento provvisorio. [9] Nel corso del 1947 l'Istituto era composto dai soli 23 membri dell'Assemblea Generale, di cui non parte Kasimati. Nel giugno 1948, durante il successivo incontro dell'Assemblea dell'Istituto di Studi, oltre al cambio di nome in "Istituto di Scienza", vennero proposti nuovi membri e collaboratori, tra cui Sabiha Kasimati. Peraltro, a partire dal 1950, il suo nome venne eliminato dall'elenco dei "membri regolari".

### Studi in ittiologia
Il professor Sotir Angjeli, direttore della sezione Scienze naturali, nel suo rapporto all'inaugurazione dell'Istituto delle scienze, oltre al problema idrico delle foreste, considera importante lo studio del pesce e della pesca in Albania. Così, Sabiha Kasimati come uno dei primi e unici studiosi dell'epoca nel campo dell'ittiologia sarebbe la prima donna studia a studiare pesce e pesca. Lo studio era basato su ricerche scientifiche condotte attraverso spedizioni e ricerche periodiche. Pubblicherebbe nel Bulletin of Science, no. 1-2, 1948 un articolo scientifico sui problemi di pesca e di pesce in Albania, che stranamente non si rifletteva nel contenuto degli argomenti della rivista.
L'articolo ha messo in evidenza le risorse acquatiche nazionali dell'Albania, evidenziando la ricca fauna ittiologica in termini di quantità e qualità. L'importanza è stata data a diversi fattori naturali, analizzando l'impatto che hanno avuto sulla diversità dei pesci nelle acque albanesi. Questa diversità fu descritta da Kasimati in termini scientifici, sottolineando la quantità e qualità del pesce nelle acque dolci dell'entroterra albanese. Non è stato sufficiente per concludere, ma il ricercatore ha criticato la situazione nel settore della pesca in Albania. Alcune delle soluzioni che offriva erano: la piscicoltura (branca dell'ittiologia) e l'organizzazione della pesca su una base razionale e moderna, preservando naturalmente la ricchezza ittiologica del paese; migliore organizzazione della pesca, utilizzando strumenti moderni e leggi internazionali. Lo studio Peshqit e Shqipërisë (Pesci d'Albania) fu pubblicato nell'aprile 1950.

### Opposizione al regime comunista e morte
Quando il suo ex compagno di liceo Enver Hoxha salì al potere, Kasimari rimase indignata quando Musine Kokalari, prima scrittrice albanese, venne internata e il suo ex professore Selahudin Toto giustiziato. Kasimari chiese un incontro con Hoxha, a cui esplicitò tutto il suo disappunto:
Il 19 febbraio 1951 si verificò un'esplosione dinamitarda presso l'ambasciata dell'Unione Sovietica a Tirana. Pur non essendoci stati feriti e solo qualche vetro rotto, l'attentato alla legazione sovietica fu considerato come un attacco terroristico al regime e usato come pretesto per iniziare una pulizia dei "nemici del popolo". Fu così deciso di arrestare un centinaio di persone, considerati vicini ai cospiratori dell'attentato, e di fucilarne una ventina, per fare da esempio a chi avesse ritentato cospirare contro il regime, oltreché per avere un pretesto per eliminare gli oppositori pericolosi per il regime.
Sabiha Kasimati fu l'unica donna arrestata dalla Sicurezza il 20 febbraio 1951, insieme ad un gruppo di 22 giovani intellettuali che all'epoca lavoravano a Tirana, con l'accusa di essere "al servizio dello spionaggio straniero imperialista e membri di un'organizzazione terroristica", facendo "propaganda sul violento collasso del potere popolare" e "diffondendo slogan per una nuova guerra dagli imperialisti americani e britannici e dai loro satelliti". Il 25 febbraio 1951 fu firmata la condanna a morte dei 23 intellettuali, che venne eseguita la notte tra il 26 e il 27 febbraio, vicino al villaggio di Matunik, pochi chilometri a ovest di Tirana. I corpi furono poi sepolti in una fossa comune poco profonda sul bordo del fiume Erzen, da cui furono riesumati dopo la caduta del regime comunista

## Ricordo
Nel 1991 tutte le vittime vennero dichiarate innocenti e riabilitate, ricevendo anche l'onorificenza postuma della medaglia dell'Ordine d'onore dello Stato dal presidente Bamir Topi.
L'8 marzo 2018 il Museo di scienze naturali di Tirana è stato intitolato alla sua memoria.